# Toasted
Toasted is het derde album van de band Fatso Jetson. 

## Tracklist
| nr. | titel                   | duur |
| --- | ----------------------- | ---- |
| 1   | New Age Android         | 4:33 |
| 2   | Magma                   | 5:57 |
| 3   | I've Got the Shame      | 2:27 |
| 4   | She's So Borg           | 4:38 |
| 5   | Swollen Offering        | 5:53 |
| 6   | Tutta Dorma             | 4:35 |
| 7   | Rail Job                | 1:45 |
| 8   | Procrastination Process | 3:46 |
| 9   | Too Many Skulls         | 6:39 |

## Bandleden
- Mario Lalli - Zang en gitaar
- Larry Lalli - Basgitaar
- Tony Tornay - Drums